# Nicole Morello
Nicole Morello (* 1953 in Neuilly-sur-Seine) ist eine französische Künstlerin.

## Leben
Aufgewachsen in Paris, studierte Nicole Morello von 1972 bis 1973 an der Universität Paris VI Kunst- und Kunstgeschichte und von 1973 bis 1977 Sprachen an der Hochschule für Dolmetscher und Übersetzer. 1978 wechselte sie nach Düsseldorf und begegnete dem Maler Bernd Minnich, der sie in der Kunst förderte. Es entstanden erste Buchobjekte. Die Jahre 1985 bis 1990 verbrachte sie in Italien, der Schweiz und in Österreich. Sie lebt und arbeitet seit ihrer Rückkehr 1990 in Düsseldorf.

## Werk
Anfänglich befasste sich Nicole Morello ausschließlich mit Buchobjekten. Dazu zählen Kunst-Bücher mit Pinguinvölkern. Mit „Dia-Fragmente“ initiierte die Künstlerin ein Kunstprojekt, bei dem sie zum Mitmachen animierte. So entsteht eine Gemeinschaftsarbeit, an der sich viele Menschen mit ihren Texten beteiligen. Hat die Künstlerin zu Beginn bei ihren Buchobjekten eher figurativ gearbeitet, entstanden immer mehr Werke, die abstrakt sind. Ein Forschungsaufenthalt in der Papeterie de Vaux, Dordogne, inspirierte sie zu einer Videoarbeit über ein Kunst-Buch, das durch seine großzügigen Farben und Formen auffällt. Angeregt durch diese Farben und die Geräusche, die beim Blättern des Papiers entstehen, entstand ein Video mit einer Tanz-Performance der Choreografin Lorena Dozio.
Ihr Werk hat Morello in Einzel- und Gruppenausstellungen gezeigt, und ihre Bücher befinden sich in Sammlungen und Museen.

## Einzelausstellungen (Auswahl)
- 1986: Galerie Caroline Corre, Paris
- 1987: Histoires de voir, Foyer du Centre Pompidou, Paris
- 1992: 7.Fenster zur Auflage, Edition Klöckner, Düsseldorf
- 1999: Birdwatching, Kunstmuseum Plettenberg
- 2001: Der Peyote Kaktus, Buchgalerie Mergemeier, Düsseldorf
- 2002/2003: Nacht der Museen, im Institut Français, Düsseldorf
- 2005: Atelier Breustedt, Eckernförde
- 2006: Sans mot dire, Institut Français, Bremen
- 2008: La Ruche, Buchgalerie Mergemeier, Düsseldorf
- 2008/2009: Le Ressac des couleurs I+II, Papeterie de Vaux, Dordogne, Frankreich
- 2010. Sans mot dire, centre d’exposition d’Issigeac, Dordogne, Frankreich
- 2012: Video-Installation „Anziehend – Mehr oder Weniger“, Atelier Vivian Hackbarth, Düsseldorf
- 2012: Video-Installation „LE RESSAC DES COULEURS - le carnet“, Atelier Stephanie Pothen, Düsseldorf
- 2016: „les vagabondes“, Kunstverein Regensburg
- 2015: Oh! Eine Schlange in meinem Garten, Raum für Kunst, Möckmühl-Ruchsen
- 2014: Gut Zernikow, Brandenburg
- 2013: La Salce, Durban-Corbiéres, Frankreich
- 2023: „Libroj“, 9k-Galerie, Willich

## Werke in öffentlichen Sammlungen und Museen
- Museum für Europäische Gartenkunst, Düsseldorf
- Oberlandesgericht, Hamm
- Kunst- und Museum Bibliothek der Stadt Köln
- Musée des arts décoratifs, Paris
- Musée du papier, Angoulême
- Médiathèque de Trélissac, Dordogne
- Agence culturelle départementale Dordogne-Périgord
- Papeterie de Vaux, la Forme Ronde, Payzac, Dordogne
- National Art Library at the Victoria and Albert Museum, London
- Biblioteca Nazionale Centrale di Firenze (BNCF)
- Library of the University of California, Los Angeles
- Rare Books Library of Columbia University, NY
- Library of the Museum of Modern Art, NY
- Wesleyan University, Connecticut
- Clark Art Institut, Massachusetts
- Williams College Museum of Art, Massachusetts
- Wellesley College Library, Massachusetts
- Fine Arts Library, Harvard University, Massachusetts
- Carleton College, Minnesota
- Bruce Peel Special Collections Library of the University of Alberta, Canada
- Bibliothèque Nationale, Montreal

## Auszeichnungen
- 1983 Kunststipendium des Deutsch-Französischen Jugendwerkes
- 1986 1. Preis des internationalen Wettbewerbs für Künstlerbücher, Montreal
- 1987 Sponsoring der Gruppe Saint Raphael, Portraits-Passion
- 2008–09 Résidence de l’Art en Dordogne, Papeterie de Vaux